# Zhai Chao
Zhai Chao (En chino 翟超, Pekín, 14 de diciembre de 1971) es una exjugadora de balonmano china. Fue elegida Jugadora Mundial del Año IHF 2002.

## Trayectoria
Zhai Chao compitió en los Juegos Olímpicos de verano de 1996 y en los de 2004 además de los campeonatos mundiales de 1999, 2001 y 2003.
Comenzó a jugar balonmano en Pekín, en 1985. Sus primeros Juegos Olímpicos fueron con 25 años, en Atlanta 1996, dónde terminó en quinto lugar con el equipo chino. Jugó los cuatro partidos y marcó 29 goles. 
Tres años después compitió en el Mundial de 1999, en Dinamarca y Noruega.
Jugó con la selección nacional china en el Campeonato Mundial de Balonmano Femenino de 2001 en Italia, donde marcó 49 goles y fue la sexta mejor goleadora del campeonato y volvió a competir en los  Juegos Olímpicos de verano de 2004, donde jugó los siete partidos y marcó 32 goles. 

### Clubes
Comenzó a jugar para el club alemán SV Berliner VG 49 en enero de 1998,  y se cambió al club danés Randers HK en 2001. En 2004, comenzó a jugar para el también danés Viborg HK, con el que se proclamó doble campeona de Champions en 2006 y 2009.

## Premios
Chao Zhai fue elegida Jugadora Mundial del Año 2002 por la Federación Internacional de Balonmano.